# Parazitní kapacita
Parazitní kapacita je elektrotechnický jev, ke kterému dochází nejčastěji u elektrických kabelů, jako jsou např. datové kabely vedoucí k pevnému disku v počítačích nebo dálkové metalické telekomunikační trasy. Jelikož izolace vodičů je z plastu, který obvykle bývá dielektrikem, pak zde vzniká kondenzátor, jehož kapacita je daná vztahem
{\displaystyle C=\varepsilon _{0}\varepsilon _{r}{\frac {S}{d}}}.
Plocha mezi vodiči (deskami) je malá, vzdálenost zase velká, takže výsledná kapacita kondenzátoru je u starých kabelů se vzduchovým dielektrikem velice malá. Moderní plastové kabely mají ale kapacitu vlivem velké permitivity plastů mnohonásobně větší. Při průchodu daty vodičů vedle sebe se tento parazitní kondenzátor nabíjí a zase vybíjí. Tím (a též vlivem parazitní indukčnosti) se původně obdélníkový průběh signálu mění na exponenciální. To může (zejména při vyšších přenosových rychlostech) zkomplikovat příjem signálu – stoupá chybovost přenosu. Proto se na dálkových telekomunikačních trasách přechází z metalických na optické kabely.

## Rádiová zařízení
Parazitní kapacita je problémem i u všech rádiových zařízení konstruovaných pro vysoké kmitočty – obvykle limituje kmitočet, na kterém toto zařízení ještě může pracovat.

## Silové rozvody
Parazitní kapacity hrají roli i při minimalizaci ztrát v silových rozvodech střídavého proudu v elektrorozvodných soustavách pomocí vedení vysokého a velmi vysokého napětí, kde je nutno brát do úvahy nejen kapacitu vodičů vůči Zemi, ale i kapacitu vůči ostatním dvěma fázím (třífázový rozvod), případně i kapacitu vůči zemnícím prvkům vedení (zemnící lana). Dálková vedení mohou dosahovat délek v řádech stovek či tisíců kilometrů, což zvyšuje celkovou plochu vodiče a tím i jeho parazitní kapacitu, která je zde liniově rozprostřena po celé délce vedení.